# Fischhofbrücke
Die Fischhofbrücke befindet sich in der Kreisstadt Tirschenreuth (Oberpfalz). Mit ihren zehn Jochen ist sie der weltberühmten Steinernen Brücke in Regensburg nachempfunden. Die Brücke wurde zwischen 1748 und 1750 mit einer Länge von ungefähr 92 Metern vom Baumeister und Baudirektor des Klosters Waldsassen, Philipp Muttone, in der Zeit von Abt Alexander Vogel erbaut.
In der Mitte der Brücke befinden sich die Statuen der römischen Göttin des Ackerbaus, der Ehe und des Todes, Ceres, und die römische Göttin der Gerechtigkeit und des Rechtswesens, Iustitia.

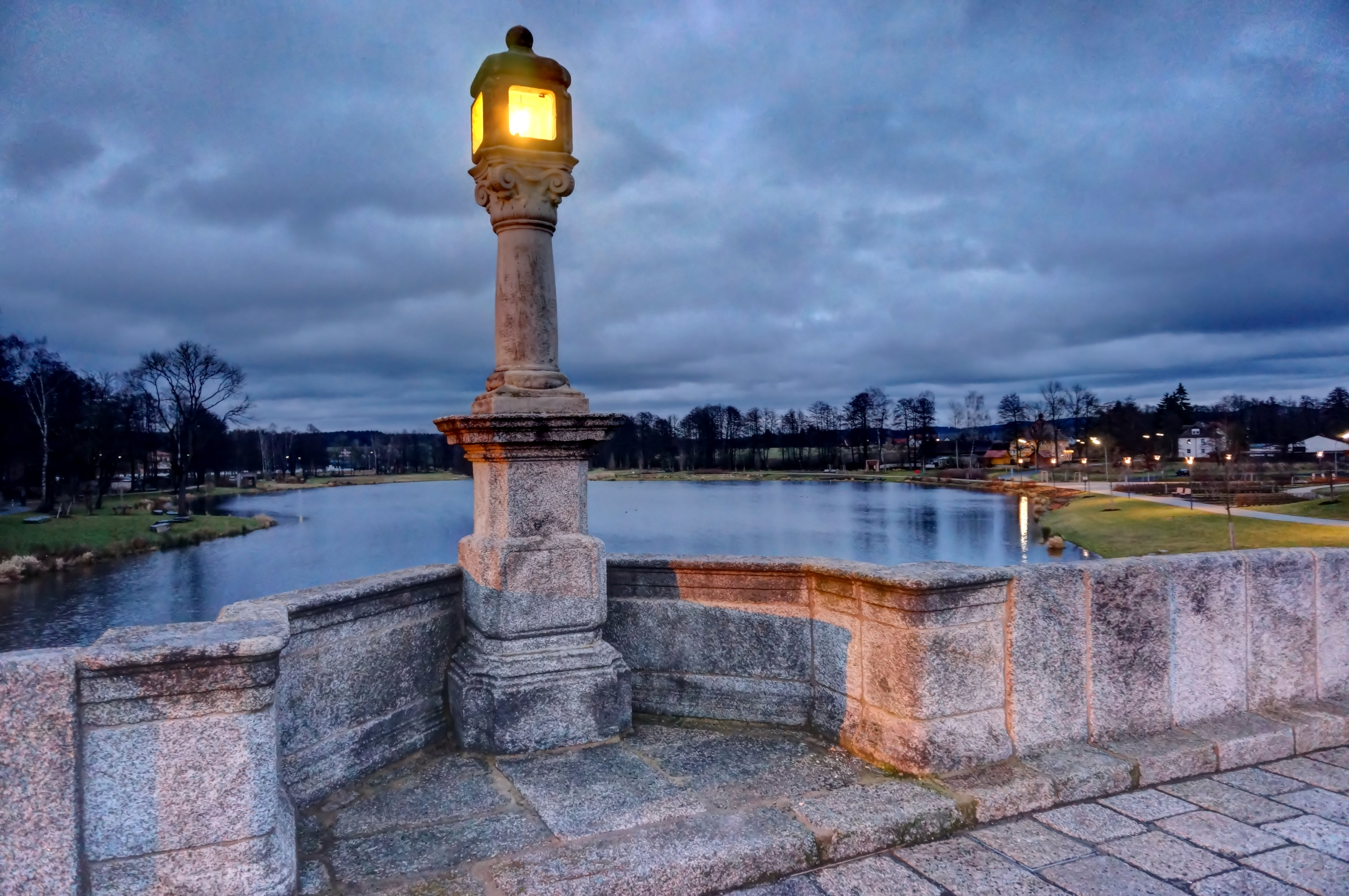
Detail

Die Fischhofbrücke führt zum Fischhof, dem heutigen Tirschenreuther Amtsgericht und Sitz des Gerichtsvollziehers. Früher war der Gebäudekomplex ein Zehenthof des Klosters Waldsassen, der sich, als Tirschenreuth noch von zwei künstlich angelegten großen Teichen umgeben war, auf einer Insel befand. Unter der Brücke fließen der Mühlbach und der Netzbach, zwei Nebenarme der Waldnaab.
Im Rahmen der Kleinen Landesgartenschau Natur in der Stadt wurde bis 2013 der historische Stadtteich wieder angelegt und die Industriebrache beseitigt. Die Brücke steht so nach über 200 Jahren wieder im Wasser.